# Ursula Konzett
Ursula Konzett-Gregg, lihtenštajnska alpska smučarka, * 16. november 1959, Grabs, Švica.
Trikrat je nastopila na olimpijskih igrah in leta 1984 osvojila bronasto medaljo v slalomu, na Svetovnem prvenstvu 1982 pa bronasto medaljo v veleslalomu. V svetovnem pokalu je tekmovala devet sezon med letoma 1977 in 1985 ter dosegla dve zmagi in še pet uvrstitev na stopničke. Najboljšo uvrstitev v skupnem seštevku svetovnega pokala je dosegla s šestim mestom leta 1982, ko je bila tudi druga v slalomskem seštevku.